# Ahmed Kashi
Ahmed Kashi (Aubervilliers, 18 novembre 1988) è un calciatore francese naturalizzato algerino, centrocampista dell'Annecy.

## Carriera

### Club
Dal 2007 al 2012 ha giocato 86 partite in Ligue 2 con lo Châteauroux.
Nel 2012 passa al Metz con cui vive la doppia promozione dalla terza serie alla Ligue 1.

### Nazionale
Ha partecipato alla Coppa d'Africa del 2015.